# Sakarya Tatankaları 2024
Questa voce raccoglie le informazioni riguardanti i Sakarya Tatankaları nelle competizioni ufficiali della stagione 2024.

## 2. Lig 2024

### Stagione regolare
| Kırıkkale 10 marzo 2024, ore 15:00 1ª giornata | Kırıkkale Gunners | 6 – 22 | Sakarya Tatankaları | Yahşihan Yenişehir Stadyumu |

| Sakarya 17 marzo 2024, ore 15:00 2ª giornata | Sakarya Tatankaları | 0 – 21 | Hacettepe Red Deers | Sakarya Üniversitesi Besyo Stadı |

| Bursa 27 aprile 2024, ore 15:00 5ª giornata | Uludağ Timsahlar | 8 – 0 | Sakarya Tatankaları | Uludağ Kyk Stadyumu |

| Sakarya 12 maggio 2024, ore 15:00 6ª giornata | Sakarya Tatankaları | 20 – 6 | Kocatepe Victory Walkers | Sakarya Üniversitesi Besyo Stadı |

## Statistiche di squadra
| Competizione      | %Vittorie | In casa | In casa | In casa | In casa | In casa | In casa | In trasferta | In trasferta | In trasferta | In trasferta | In trasferta | In trasferta | Totale | Totale | Totale | Totale | Totale | Totale |
| Competizione      | %Vittorie | G       | V       | N       | P       | Pf      | Ps      | G            | V            | N            | P            | Pf           | Ps           | G      | V      | N      | P      | Pf     | Ps     |
| ----------------- | --------- | ------- | ------- | ------- | ------- | ------- | ------- | ------------ | ------------ | ------------ | ------------ | ------------ | ------------ | ------ | ------ | ------ | ------ | ------ | ------ |
| Stagione regolare | .500      | 2       | 1       | 0       | 1       | 20      | 27      | 2            | 1            | 0            | 1            | 22           | 14           | 4      | 2      | 0      | 2      | 42     | 41     |
| Totale            | .500      | 2       | 1       | 0       | 1       | 20      | 27      | 2            | 1            | 0            | 1            | 22           | 14           | 4      | 2      | 0      | 2      | 42     | 41     |